# Uważaj na niego
Uważaj na niego – singel zespołu Püdelsi wydany w 2003 r. przez Warner Music Poland. Utwór pochodzi z albumu Wolność słowa (pozycja 6.).

## Lista utworów
| 1. | „Uważaj na niego” | 3:15  |
|    |                   |       |
|    |                   | 03:15 |
|    |                   |       |

## Personalia
- Maciej Maleńczuk – wokal, tekst, produkcja
- Andrzej „Püdel” Bieniasz – gitara, tekst
- Franz Dreadhunter – gitara basowa, tekst, produkcja
- Piotr „Lala” Lewicki – gitara
- Piotr Królik – perkusja
- Olaf Deriglasoff – gitara
- Sławomir Berny – instrumenty perkusyjne
- Janusz Mus – puzon
- Agnieszka Burcan – chórki
- Jerzy Tyndel – muzyka
- Robert „Nasty” Nastal – miksy
- Jacek Gawłowski – mastering
- Eva Mildner – ilustracja
- Tomasz Lewandowski – zdjęcia
- Studio Żerań – opracowanie graficzne

## Notowania
| Media                          | Lista przebojów | Najwyższa pozycja |
| ------------------------------ | --------------- | ----------------- |
| Program Trzeci Polskiego Radia | LP3             | 1                 |
| Radio Szczecin                 | SLiP            | 35                |